# Caprorhinus descampsi
Caprorhinus descampsi är en insektsart som beskrevs av Wintrebert 1972. Caprorhinus descampsi ingår i släktet Caprorhinus och familjen Pyrgomorphidae. Inga underarter finns listade i Catalogue of Life.